# Saint-Jean-de-Nay
Saint-Jean-de-Nay é uma comuna francesa na região administrativa de Auvérnia-Ródano-Alpes, no departamento de Alto Loire. Estende-se por uma área de 27,61 km². Em 2010 a comuna tinha 357 habitantes (densidade: 12,9 hab./km²).